# Slavjanskij rajon
Lo Slavjanskij rajon (in russo Славянский район?) è un rajon del Kraj di Krasnodar, nella Russia europea.